# Lista de prefeitos de Ielmo Marinho
Esta é a lista de prefeitos de Ielmo Marinho, município brasileiro do estado do Rio Grande do Norte.
| Nº | Prefeito                              | Imagem                            | Partido     | Início de mandato     | Fim de mandato         | Vice-prefeito                     | Observações                     |
| -- | ------------------------------------- | --------------------------------- | ----------- | --------------------- | ---------------------- | --------------------------------- | ------------------------------- |
| 1  | Luiz Paulino Soares                   |                                   | sem partido | 26 de janeiro de 1964 | 31 de janeiro de 1965  | —                                 | Prefeito nomeado                |
| 2  | José Valdevino de Mesquita            |                                   | PSD         | 31 de janeiro de 1965 | 31 de janeiro de 1970  | José Pio Ribeiro                  | Prefeito e vice eleitos         |
| 3  | Edgar Sena Alves                      |                                   | ARENA       | 31 de janeiro de 1970 | 31 de janeiro de 1973  | Joaquim Joacir de Medeiros        | Prefeito e vice eleitos         |
| 4  | José Valdevino de Mesquita            |                                   | PSD         | 31 de janeiro de 1973 | 31 de janeiro de 1977  | José Pio Ribeiro                  | Prefeito e vice eleitos         |
| 5  | Edgar Sena Alves                      |                                   | ARENA       | 31 de janeiro de 1977 | 31 de janeiro de 1983  | Joaquim Joacir de Medeiros        | Prefeito e vice eleitos         |
| 6  | Tarcisio José Ribeiro de Lara Andrade |                                   | PMDB        | 31 de janeiro de 1983 | 31 de dezembro de 1988 | Milton Barbosa da Silva           | Prefeito e vice eleitos         |
| 7  | Antônio Emanoel de Lara Menezes       |                                   | PMDB        | 1º de janeiro de 1989 | 31 de dezembro de 1992 | José Gomes de Lima                | Prefeito e vice eleitos         |
| 8  | Flávio Antônio de Lara Andrade        |                                   | PMDB        | 1º de janeiro de 1993 | 31 de dezembro de 1995 | Maria Esther Câmara de Andrade    | Prefeito e vice eleitos         |
| 9  | Maria Esther Câmara de Andrade        |                                   | PMDB        | 1º de janeiro de 1996 | 31 de dezembro de 1996 | —                                 | Vice-prefeita eleita no cargo   |
| 10 | Hostilio José de Lara Medina          |                                   | PMDB        | 1º de janeiro de 1997 | 31 de dezembro de 2004 | Maria Leda Cardoso de Lima        | Prefeito e vice eleitos         |
| 10 | Hostilio José de Lara Medina          | Ielmo Marinho de Queiroz Sobrinho | PMDB        | 1º de janeiro de 1997 | 31 de dezembro de 2004 | Prefeito reeleito e vice eleita   |                                 |
| 11 | Germano Jácome Patriota               |                                   | PMDB        | 1º de janeiro de 2005 | 31 de dezembro de 2012 | Maria Marreiro de Lima            | Prefeito e vice eleitos         |
| 11 | Germano Jácome Patriota               | George da Fonseca Correia         | PMDB        | 1º de janeiro de 2005 | 31 de dezembro de 2012 | Prefeito reeleito e vice eleito   |                                 |
| 12 | Bruno Patriota Medeiros               |                                   | PSD         | 1º de janeiro de 2013 | 6 de novembro de 2015  | Francenilson Alexandre dos Santos | Prefeito e vice eleitos         |
| 13 | Francenilson Alexandre dos Santos     |                                   | PT          | 6 de novembro de 2015 | 4 de julho de 2016     | —                                 | Vice-prefeito eleito no cargo   |
| 14 | Ionaldo Souza da Silva                |                                   | PSD         | 4 de julho de 2016    | 31 de dezembro de 2016 | —                                 | Prefeito interino               |
| 15 | Cássio Cavalcante de Castro           |                                   | PMDB        | 1º de janeiro de 2017 | 31 de dezembro de 2020 | Francisca Soares da Silva         | Prefeito e vice eleitos         |
| 16 | Rossane Marques Lima Patriota         |                                   | PSDB        | 1º de janeiro de 2021 | 31 de dezembro de 2024 | Francisca Soares da Silva         | Prefeita eleita e vice reeleita |
| 17 | Fernando Batista Damasceno            |                                   | MDB         | 1º de janeiro de 2025 | até a atualidade       | Ionaldo Souza da Silva            | Prefeito e vice eleitos         |